# カムペーン・サイソムペーン
カムペーン・サイソムペーン（ラーオ語: ຄແພງ ໄຊສົມແພງ / Khampheng Saysompheng、1956年10月 - ）は、ラオスの政治家。博士。労働社会福祉省大臣を経て、2021年3月22日第9期第1回国会にて商工省大臣に選出。党政治局序列22位。

## 経歴
カムペーンは1956年10月、北部ホアパン県生まれ、1986～1990年にソビエト連邦（当時）に留学、帰国後は教育省に入った。1996～2002年にはベトナムに留学して政治経済学の博士号を取得した。帰国後は、ルアンパバン県副知事（2003～2010年）、同県知事（2010～2015年）、労働社会福祉相（2015～2021年）を歴任した。
ラオス人民革命党内では、2011年党大会で重要ポストの第9期中央執行委員（序列49位）に初めて選出された。2016年に第10期中央執行委員（序列31位）、2021年に第11期中央執行委員（序列22位）と3期連続で中央執行委員を務めている。